# چار کاپالبرا
چار کاپالبرا (به لاتین: Char Kapalbera) یک روستا در بنگلادش است که در استان باریسال و در ناحیه باریسال واقع شده است.